# Universitat d'Oriola
La Universitat d'Oriola es trobava emplaçada al convent de Sant Doménec, a Oriola (Baix Segura, País Valencià). Va ser la segona universitat més antiga del Regne de València, fundada quaranta anys després de la Universitat de València. El seu nom real va ser Pontifícia i Reial Universitat d'Oriola. Estava regida per l'Orde dels Predicadors (Dominics), que tenien en ella el seu convent. En l'actualitat, l'edifici està ocupat pel Col·legi Diocesà de Sant Doménec.

## Fundació
El seu origen es troba en la fundació del Cardenal Lloaces, qui va crear l'anomenat Col·legi del Patriarca de conformitat amb el seu rang de Patriarca d'Antioquia, l'any 1547. Ell mateix va oferir l'adreça del seu col·legi a l'Orde de Predicadors, quan encara era bisbe de Lleida. Aquest orde va acceptar aquesta fundació en el Capítol General de l'Orde de Roma en 1543.
La Universitat es construiria propera al seu convent a la ciutat, creat per butlla del Papa Juli II (1510) i privilegi del rei Ferran el Catòlic, el convent de la Mare de Déu del Socors, que s'alçava al lloc que actualment ocupa l'església.

## Història

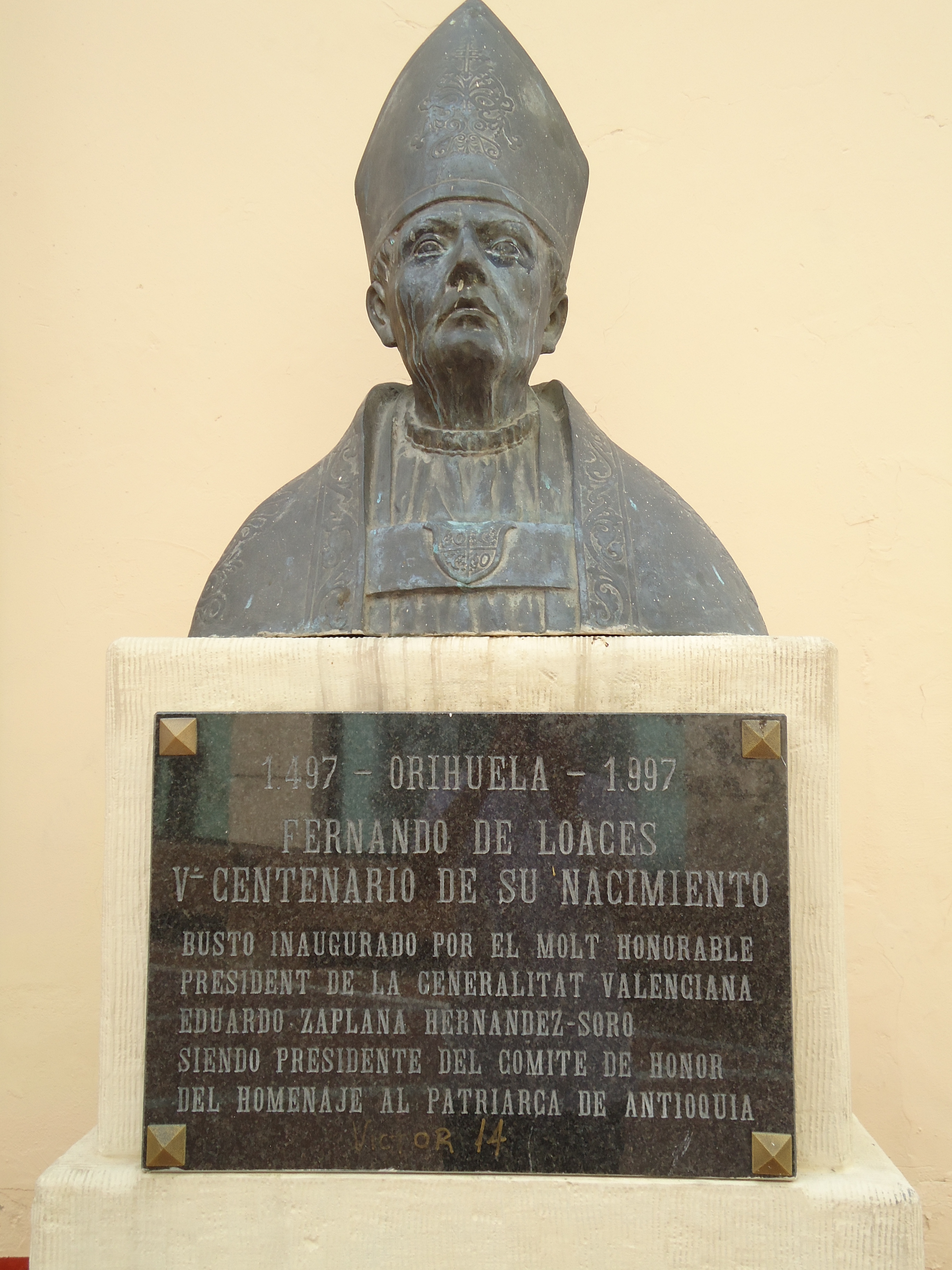
Cardenal Lloaces, fundador de la universitat.

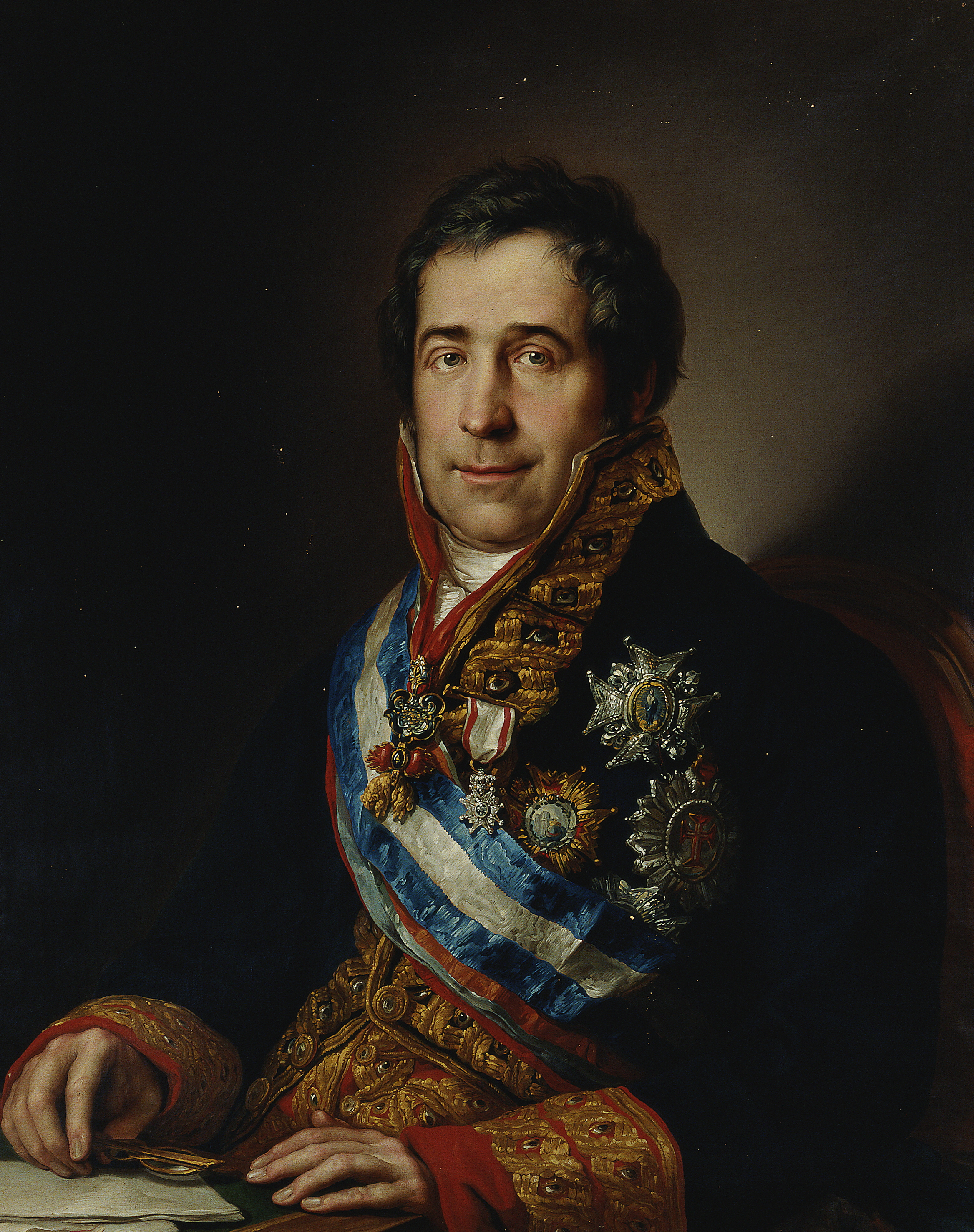
Calomarde, ministre que va clausurar la universitat.

En 1552 el Papa Juli III va concedir per privilegi pontifici el rang d'Universitat al Col·legi. L'any 1569, el papa Pius IV va atorgar el rang d'Universitat pontifícia per mitjà de butlla papal donada en 1569.
En 1569, el Papa Pius V va concedir al Col·legi la categoria plena d'Universitat Pública de totes les ciències i arts per a quants a ella volgueren concórrer, foren clergues o laics, de manera que la va equiparar a les Universitats de Salamanca, Alcalá o València, entre d'altres, amb les mateixes prerrogatives i drets. No obstant això, cal esperar fins a 1610 perquè s'inauguren els estudis i fins a 1646 quan el Rei Felip IV, per Real Cèdula de 1646, va concedir el títol de Reial a la Pontifícia Universitat d'Oriola, de manera que la va declarar Universitat Règia, Pública i General, a pesar de les pressions que va tindre de la Universitat de València, que volia per a ella aquesta declaració i no per a Oriola.
Es va constituir així l'única Universitat existent en l'arc que abastava des d'Alcalá de Henares (fundada pel Cardenal Cisneros en 1499), València (fundada per Ferran el Catòlic en 1502) i Granada (fundada per Carles I d'Espanya en 1531).
Durant el segle xviii, en coincidència amb l'augment demogràfic i la revitalització de l'agricultura, es viu una època daurada a la Universitat d'Oriola. Comptava amb 24 càtedres, un claustre d'uns 100 doctors i prop de 300 alumnes, a més de 117 col·legials al Seminari, que estaven incorporats a ella, igual que els del Seminari de Sant Fulgenci de Múrcia.
Durant la Guerra de Successió Espanyola, Oriola es va posar de part del candidat austriacista i, després de la seua finalització en 1713, les posicions polítiques oposades entre la ciutat d'Oriola i la nova monarquia Borbònica havien repercutit negativament a la universitat per no poder atendre el municipi convenientment les càtedres. El Pla de Reforma d'Ensenyament de 1807 va restringir les disciplines a Filosofia i Teologia, així que va perdre com a conseqüència quasi tots els estudiants laics.
La universitat estava prop de ser clausurada pel Decret General de clausura d'Universitats, pel qual es van tancar algunes com la de Baeza, Àvila, etc. en 1818, però finalment la seua clausura es va postergar a l'any 1824 i novament a 1835, data definitiva, després de tres-cents anys d'història. Aquesta clausura va ser duta a terme pel ministre Francisco Tadeo Calomarde. La raó real de la seua supressió va ser el fet de fer ombra a la Universitat de València, ciutat que va acollir el rei Ferran VII a la seua tornada a Espanya.
Finalment, en 1836, després de la Llei d'Exclaustrament dels Ordes religiosos i les Desamortització de Mendizábal, l'edifici va passar a la Diòcesi d'Oriola que, a partir de 1871 va mantindre el Col·legi de batxillerat fins a 1956, quan es va constituir el Col·legi Diocesà actual.

## Ensenyament

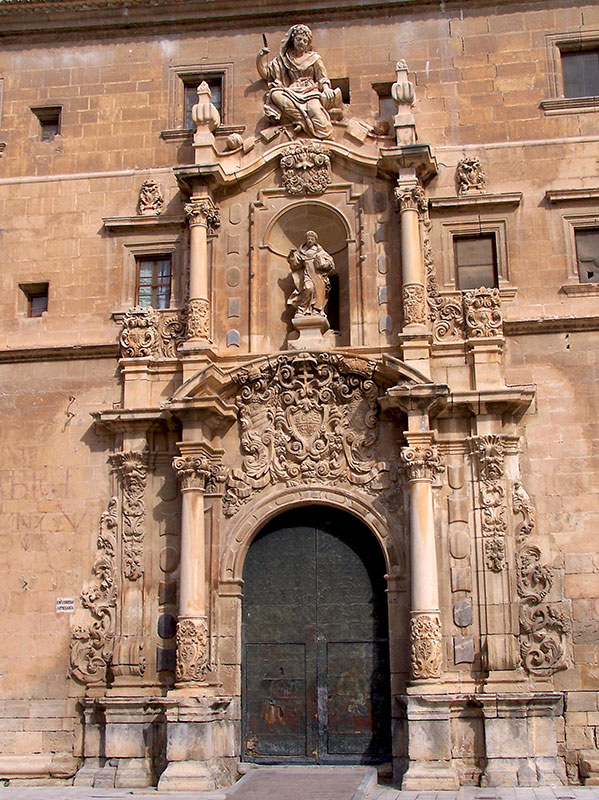
Col·legi Sant Doménec. Porta de la Universitat.

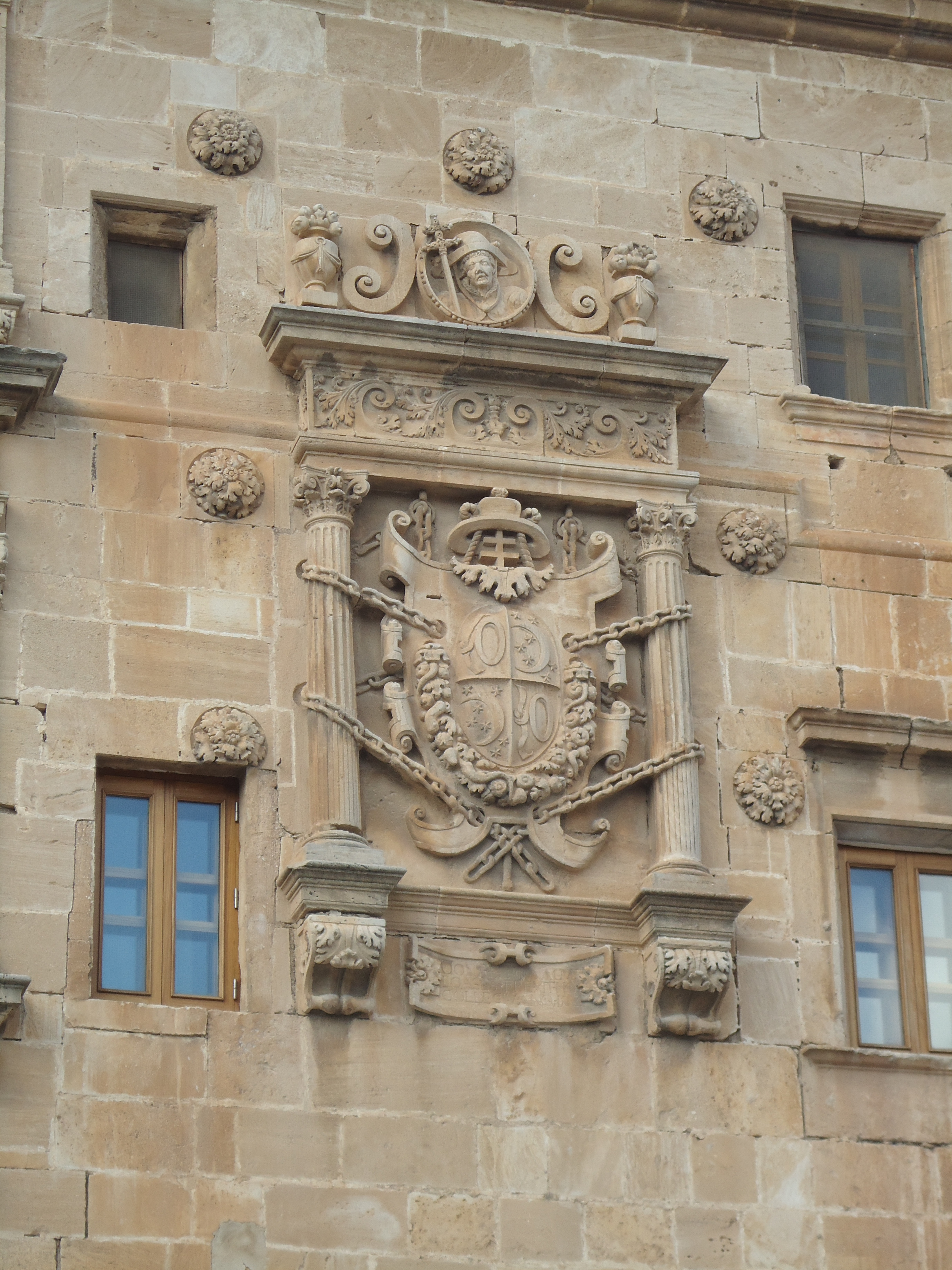
Escut del Col·legi.

Al principi va ser Estudi General on s'ensenyava el Trivium i el Quadrivium de conformitat amb els ensenyaments legals, però el papa Pau III la va elevar a Universitat al poc temps de la seua creació, de manera que es van crear diverses càtedres com la de filosofia, la de teologia, la d'arts o la de gramàtica.
Els ensenyaments de la Universitat van ser reformats al segle xvii amb els nous Estatuts establerts pel rei Felip IV. Així mateix, al segle de les llums es va intentar una nova reforma. En aquesta Universitat s'impartien, entre d'altres, les càtedres de Dret Civil, Dret Canònic, Medicina, Teologia, Filosofia, etc. Com a complement als ensenyaments en aquesta Universitat, la Companyia de Jesús va crear al seu convent d'Oriola (actual Monestir de les Religioses Saleses) les Càtedres de Retòrica i Gramàtica que ampliaven les de l'Estudi General.
La Universitat es va constituir en una de les principals del Regne i en una de les poques a reunir els títols de Reial i Pontifícia (al costat de la de Salamanca i la d'Alcalá). La seua importància va arribar a ser tal que sempre es va tindre present l'opinió dels seus professors, fins al punt que en els seus pitjors moments, com va ser la promulgació de la supressió en 1818 (que no es va portar a efecte fins a 1835), el seu prestigi li va conferir ser una de les consultades en el Projecte de Codi Penal de 1823.

## Edifici
El Col·legi Diocesà Sant Doménec o Col·legi del Patriarca Lloaces és un monumental edifici de més de 15.000 metres quadrats on se succeeixen diversos estils com l'Gòtic, Renaixement, Barroc i Rococó. Constitueix el Monument Nacional més gran del País Valencià. Compost per dos claustres, tres patis, un refectori, tres monumentals portades i l'Església. Va ser fundat pel Cardenal Lloaces (Patriarca d'Antioquia) sota el nom de Col·legi del Patriarca.
La seua construcció s'inicia al segle xvi i finalitza al segle xviii. Conserva obres d'Antonio de Villanueva, Camacho Felizes, Bartolomé Albert, Nicolau Borràs, etc. Va ser declarat monument de les Belles arts per la reina Isabel II, commutat per Monument Nacional, que té en l'actualitat la consideració de Bé d'Interés Cultural. En aquest Col·legi es va fundar la primera Biblioteca Pública Nacional (segle xvi), actual Biblioteca Pública de l'Estat, Ferran de Lloaces.

## Personalitats
Per la Universitat d'Oriola van passar nombrosos alumnes, molts d'ells van arribar a ser persones d'importància i gran prestigi en la nostra societat.
Aquesta Universitat va arribar a obtindre gran prestigi, de la qual van eixir diverses personalitats com juristes i metges prestigiosos, així com lletrats de les Audiències i de les Reials audiències de Valladolid i Granada, alguns dels quals van aconseguir el rang de Virreis a Perú o Nova Espanya. Per les seues aules van passar diversos ministres del Rei, el més conegut dels quals és José Moñino, comte de Floridablanca.
En aquest edifici va estudiar l'universal Miguel Hernández i el novel·lista Gabriel Miró. A aquest últim, el conjunt de Sant Doménec li va servir d'inspiració en les seues obres El Obispo Leproso i Nuestro Padre San Daniel.

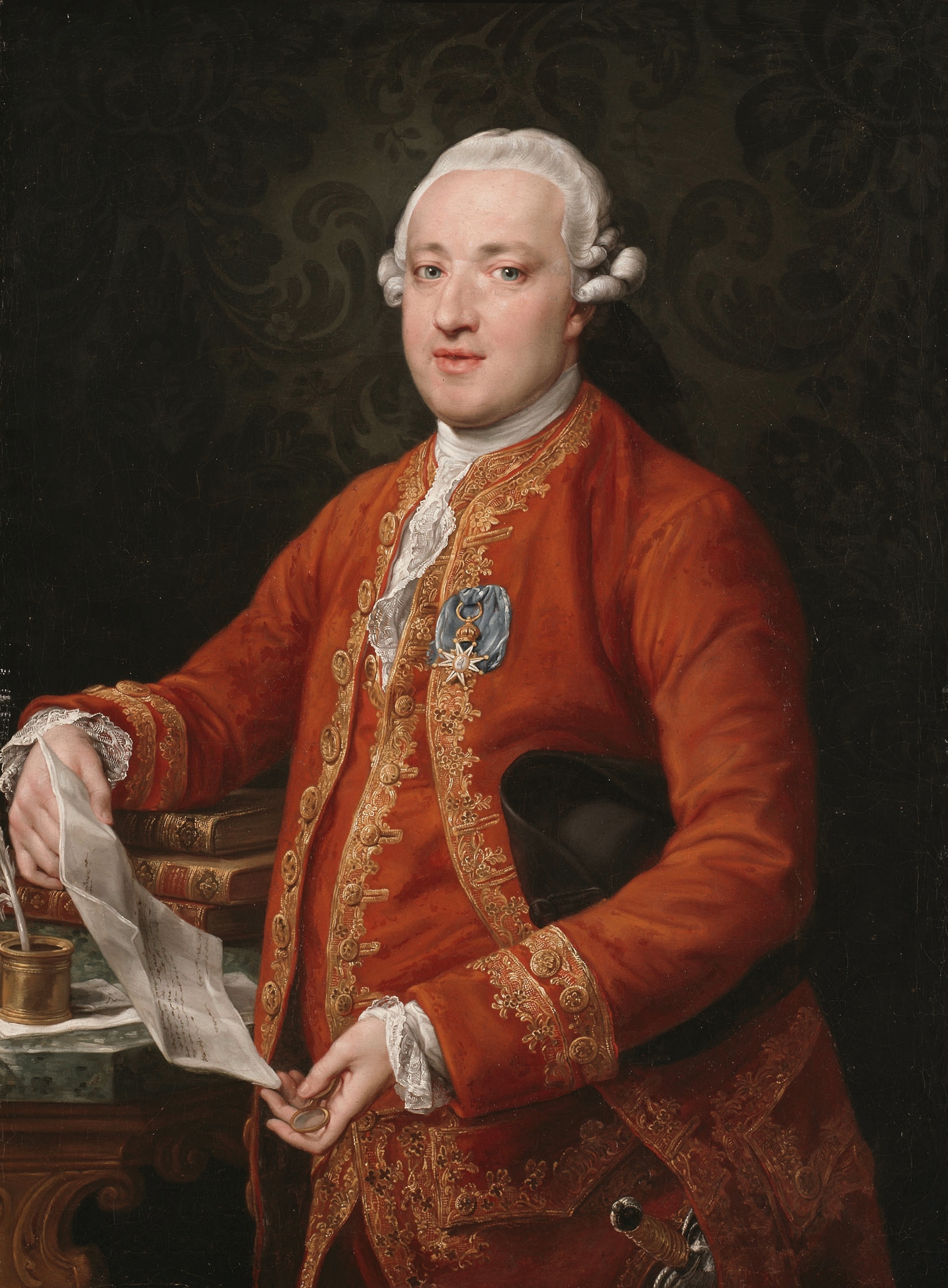
José Moniño, comte de Floridablanca.